# Amancy
 Amancy  (en francoprovenzal Amanci) es una población y comuna francesa, en la región de Auvernia-Ródano-Alpes, departamento de Alta Saboya, en el distrito de Bonneville y cantón de La Roche-sur-Foron.

## Demografía
| 865 | 1068 | 1131 | 1403 | 1640 | 1756 |
| Para los censos de 1962 a 1999 la población legal corresponde a la población sin duplicidades (Fuente: INSEE [Consultar]) |      |      |      |      |      |